# Kaire Leibak
Kaire Leibak (Tartu, 21 maggio 1988) è un'ex triplista estone detentrice del record nazionale del salto triplo outdoor e indoor.

## Biografia
Debutta internazionalmente nel 2005 partecipando in entrambe le discipline dei salti in estensione ai Mondiali allievi di Marrakech, vincendo una medaglia d'argento nel salto triplo, e al Festival olimpico della gioventù europea di Lignano Sabbiadoro, conquistando due primi posti.
Concentratasi unicamente nel salto triplo, nel 2008 prende parte alle competizioni seniores partecipando alla sua unica Olimpiade e ad un paio di edizioni di eventi internazionali indoor.
Dopo una frattura al tendine nel 2011, annuncia il proprio ritiro dalle competizioni agonistiche nel 2014.

## Palmarès
| Anno | Manifestazione    | Sede      | Evento         | Risultato | Prestazione | Note  |
| ---- | ----------------- | --------- | -------------- | --------- | ----------- | ----- |
| 2005 | Mondiali allievi  | Marrakech | Salto in lungo | 7ª        | 6,11 m      |       |
| 2005 | Mondiali allievi  | Marrakech | Salto triplo   | Argento   | 13,74 m     |       |
| 2006 | Mondiali juniores | Pechino   | Salto triplo   | Oro       | 14,43 m     |       |
| 2007 | Europei juniores  | Hengelo   | Salto triplo   | Oro       | 14,02 m     |       |
| 2008 | Mondiali indoor   | Valencia  | Salto triplo   | 16ª (q)   | 13,32 m     |       |
| 2008 | Giochi olimpici   | Pechino   | Salto triplo   | 8ª        | 14,13 m     | [ 2 ] |
| 2009 | Europei indoor    | Torino    | Salto triplo   | 9ª (q)    | 13,99 m     |       |
| 2009 | Europei under 23  | Kaunas    | Salto triplo   | 4ª        | 13,72 m     |       |